# Valencia (DO)
Pour les articles homonymes, voir Valencia.

Situation de la zone de production.

Zone vinicole d'appellation d'origine contrôlée (DO) depuis 1957, dont le siège est Valence (Espagne).

## Présentation
Le vignoble est cultivé dans la région de Valence depuis le Néolithique. Les vins de Sagonte apparaissent déjà dans les œuvres de Juvénal et Martial du IIe siècle. Cet excellent vin fut renommé pendant le Moyen Âge.
Les voies de communication sont excellentes. Valence, port maritime sur la mer Méditerranée a exporté ses vins depuis l'Antiquité, en fait une grande partie de la production de cette DO est destinée aux marchés extérieurs, c'est pourquoi ses vins rouges, blancs, rosés, moelleux, doux, mousseux... ne sont pas encore très connus en Espagne.
L'aire de culture se divise en quatre sous-zones :
- Valentin située au Nord-Ouest, c'est la plus vaste. Comme le terrain est en ascension de la côte vers l'intérieur, on peut encore distinguer trois zones situées à des altitudes différentes : Cheste et Marquesado à 180 mètres, Campos de Liria, à 280 mètres d'altitude et Serranía, à 550 mètres.
- Alto Turia à l'Ouest de Valentin à 625 mètres d'altitude.
- Moscatel, qui part des limites occidentales de la ville, au niveau de la mer, vers l'intérieur jusqu'à 100 mètres d'altitude.
- Clariano isolée des autres zones de culture voisine de Valence capital et de Xàtiva et Gandia au Sud.

## L'environnement
Le sol, présente une bonne perméabilité, qui varie selon l'altitude, du type fluvial dans la zone plus proche de la côte, argileux à moyenne altitude et calcaire et sableux dans les zones les plus élevées. Le climat, méditerranéen, à tendance continentale surtout à l'intérieur subit l'influence des vents forts et des averses précisément à cet endroit. La pluviométrie moyenne est 400 mm. avec des zones considérées comme arides ou semi-arides et les températures peuvent varier de 38 °C en été à -5 °C en hiver.

## Cépages
- Rouges : Monastrell, Grenache, Syrah, Pinot poir, Cabernet Sauvignon, Merlot, Bobal.
- Blancs : Merseguera, Pedro Ximénez, Malvoisie, Moscatel, Macabeu, Chardonnay, Forcayat, Planta fina de Pedralba, Planta nova, Sauvignon blanc, Sémillon, Tortosí, Verdil

## Millésimes
- 1980 Bonne
- 1981 Très Bonne
- 1982 Bonne
- 1983 Très Bonne
- 1984 Bonne
- 1985 Bonne
- 1986 Bonne
- 1987 Très Bonne
- 1988 Moyenne
- 1989 Moyenne
- 1990 Bonne
- 1991 Bonne
- 1992 Bonne
- 1993 très bonne
- 1994 Très Bonne
- 1995 Bonne
- 1996 Très Bonne
- 1997 Bonne
- 1998 Très Bonne
- 1999 Très Bonne
- 2000 Excellente
- 2001 Très Bonne
- 2002 Bonne
- 2003 Très Bonne
- 2004 Très Bonne
- 2005 Excellente

## Caves
- Agrícola La Realense Coop. V.
- Anecoop Soc. Coop.
- Antonio Arraez, S.L.
- Bod. Manuel Polo Monleón
- Bodega Hnos. Nogueroles, S.L.
- Bodega J. Belda
- Bodega Joaquina Sanchez Soler
- Bodega Viñas Del Portillo, S.L.
- Bodega Sánchez Zahonero

### Sources
- (es) Cet article est partiellement ou en totalité issu de l’article de Wikipédia en espagnol intitulé « Valencia (vino) » (voir la liste des auteurs).